# Karel Brems
Karel Brems (11 september 1945) is een voormalige Belgische atleet, die gespecialiseerd was in het hordelopen. Hij nam eenmaal deel aan de Europese kampioenschappen en veroverde twee Belgische titels.

## Biografie
Brems werd in 1968 en 1969 Belgisch kampioen op de 400 m horden. In 1969 verbeterde hij samen met Willy Vandenwijngaerden, René Bervoets en Tony Goovaerts het Belgisch record op de 4 x 400 m.
In 1969 nam Brems deel aan de Europese kampioenschappen in Athene. Hij werd uitgeschakeld in de reeksen op de 400 m horden en werd achtste in de finale van de 4 x 400 m.

### Clubs
Brems was aangesloten bij Daring Club Leuven.

## Belgische kampioenschappen
| Onderdeel    | Jaar       |
| ------------ | ---------- |
| 400 m horden | 1968, 1969 |

## Persoonlijke records
| Onderdeel    | Prestatie | Datum        | Plaats |
| ------------ | --------- | ------------ | ------ |
| 400 m        | 48,3 s    | 1969         |        |
| 400 m horden | 51,7 s    | 19 juli 1969 | Madrid |

## Palmares

### 400 m horden
- 1968:  BK AC – 53,7 s
- 1969:  BK AC – 53,0 s
- 1969: 4e in serie EK in Athene – 52,5 s

### 4 x 400 m
- 1969: 8e EK in Athene – 3.10,8